# Danh sách hãng hàng không Lào ngừng hoạt động
Đây là danh sách hãng hàng không Lào ngừng hoạt động.
| Hãng hàng không               | Hình ảnh | IATA | ICAO | Tín hiệu gọi | Năm hoạt động | Ngừng hoạt động | Chú thích                                                           |
| ----------------------------- | -------- | ---- | ---- | ------------ | ------------- | --------------- | ------------------------------------------------------------------- |
| Air Architects                |          |      |      |              | 1968          | 1968            |                                                                     |
| Air Laos                      |          |      |      |              | 1952          | 1961            | Đổi tên thành Royal Air Lao                                         |
| Air Vientiane                 |          |      |      |              | 1971          | 1974            |                                                                     |
| Angkor International Airlines |          |      |      |              | 1975          | 1975            |                                                                     |
| Boun Oum Airways              |          |      |      |              | 1964          | 1967            | Tích hợp vào Continental Air Services, Inc                          |
| Civil Aviation Company        |          |      |      |              | 1976          | 1979            | Đổi tên thành Lao Aviation                                          |
| Euro Asia Aviation            |          |      | EUL  |              | 2002          | 2003            |                                                                     |
| Hang Meas Airlines            |          |      |      |              | 1974          | 1975            |                                                                     |
| Khemara Air Transport         |          |      |      |              |               |                 |                                                                     |
| Lao Air                       |          |      |      |              | 2002          | 2014            | Đổi tên thành Lao Skyway                                            |
| Lao Air Lines                 |          | WL   |      |              | 1967          | 1973            | Sáp nhập với Royal Air Lao để thành lập Công ty Hàng không Dân dụng |
| Lao Aviation                  |          | QV   | LAO  |              | 1976          | 2003            | Đổi tên thành Lao Airlines                                          |
| Lao Capricorn Air             |          |      | LKA  |              | 2008          | 2010            | Đổi tên thành Phongsavanh Airlines                                  |
| Lao Central Airlines          |          | LF   | LKA  | NAKLAO       | 2010          | 2014            |                                                                     |
| Phongsavanh Airlines          |          |      |      |              | 2010          | 2012            | Đổi tên thành Lao Central Airlines                                  |
| Royal Air Lao                 |          |      |      |              | 1962          | 1976            | Sáp nhập với Lao Air Lines để thành lập Công ty Hàng không Dân dụng |
| Samaki Peanich Airlines       |          |      |      |              | 1972          | 1975            |                                                                     |
| Sorya Airlines                |          |      |      |              | 1974          | 1975            |                                                                     |
| Xieng Khouang Air Transport   |          |      |      |              | 1967          | 1975            |                                                                     |